# A Marola
A Marola je malý ostrůvek při pobřeží costa de Dexo, na území obce Oleiros v provincii A Coruña v Galicii ve Španělsku. Podle tohoto ostrůvku jsou pojmenovány ulice ve městě A Coruña (ve čtvrti Monte Alto) a v nedaleké vesničce Dexo.

## Geografie
Ostrůvek A Marola se nachází přímo na pomezí ferrolského, betanzoského a coruñského zálivu. Kvůli tomu jsou v okolí ostrůvku silné mořské proudy a vlny. Kvůli tomu se v galicijštině objevuje úsloví "Quen pasou a Marola, pasou a mar toda" (v překladu kdo propluje kolem a Maroly, propluje všemi moři). V roce 1998 byl ostrůvek byl prohlášen přírodní památkou.
Ostrůvek je viditelný z mnoho míst v okolí, například z Cabo Prior, Ría de Ares, od majáku v obci Mera, od Seixo Branco nebo i z města A Coruña.